# Astra Airlines
Astra Airlines war eine griechische Charterfluggesellschaft mit Sitz in Thessaloniki und Basis auf dem Flughafen Thessaloniki. Die Airline hat den Flugbetrieb am 15. November 2019 eingestellt und ihre Betriebserlaubnis zurückgegeben.

## Flugziele
Astra Airlines bot Flüge von Athen und Thessaloniki innerhalb Griechenlands an.
Von Thessaloniki wurde saisonal auch München angeflogen. 

## Flotte
Mit Stand August 2019 bestand die Flotte der Astra Airlines aus vier Flugzeugen mit einem Durchschnittsalter von 28,2 Jahren:
| Flugzeugtyp | Anzahl | bestellt | Anmerkungen | Sitzplätze |
| ----------- | ------ | -------- | ----------- | ---------- |
| ATR 42-300  | 2      |          |             | 48         |
| ATR 72-200  | 1      |          |             | 70         |
| BAe 146-300 | 1      |          |             | 112        |
| Gesamt      | 4      |          |             |            |